# Elaphoglossum boudriei
Elaphoglossum boudriei là một loài dương xỉ trong họ Dryopteridaceae. Loài này được Mickel mô tả khoa học đầu tiên năm 2008.